# Francesco Federici
Francesco o Francisco Federici (Génova, siglo XVIII – Madrid, 11 de febrero de 1830) fue un compositor y maestro de capilla italiano activo en España.
No debe confundirse con el compositor de óperas Vicenzo Federici o con Francesco Federici, compositor romano del siglo XVII.

## Vida
Se sabe que nació en Génova, a mediados del siglo XVII, hijo de Federico Federici y Catarina, pero se desconoce su fecha de nacimiento y sus primeros años, incluida su formación como músico.
Las primeras noticias que se tienen de Federici son de su estancia en Portugal, en ese momento un centro de recepción de músicos italianos, donde trabajó por lo menos un año como director de música del Teatro Nacional de San Carlos.
En España, las primeras primeras noticias son de 1801, cuando aparece en Madrid como miembro de la compañía teatral del violinista Melchor Ronzi, en el Teatro de los Caños del Peral, donde componía óperas de estilo italiano, pero con textos en español. Parece que su primera obra no tuvo el éxito esperado.
En 1803 aparece como maestro de música de la princesa de Asturias, María Antonia de Nápoles, y más tarde como profesor de canto de la reina, María Luisa de Parma. Gracias a estos contactos, el 25 de enero de 1805 tomó posesión del cargo de maestro supernumerario de la Capilla Real de Madrid, realizando el juramento de fidelidad al rey Carlos IV, y el 20 de mayo fue nombrado vicemaestro. Permanecería en el cargo tras la invasión francesa, sirviendo a José Bonaparte, que había sido impuesto como rey de España por su hermano, Napoleón Bonaparte, en 1808. Tuvo que abandonar su cargo en 1811 y refugiarse en Andalucía con los condes de Villariezo.
Tras la guerra fue rehabilitado, tras pasar por una comisión del municipio de Madrid y luego por una comisión de tres jueces nombradas por el rey Fernando VII, que lo hallaron «libre de toda sospecha o implicación política». El 13 de julio de 1814 fue reintegrado en su antiguo cargo de maestro supernumerario y en febrero de 1817 recupero el cargo de vicemaestro de capilla. Como tal, una de sus responsabilidades era la sustitución del maestro José Lidón en sus ausencias o enfermedades. Hubo una relación muy tensa entre los dos compositores, hasta el punto de que tuvo que intervenir el rey.
El 13 de junio de 1820 fue nombrado compositor de la Real Cámara; aunque sin sueldo, se le reconoció la antigüedad. El 11 de febrero de 1827 fallecía el maestro José Lidón y Federici pudo ascender al magisterio de la Capilla Real, tomando posesión del cargo el 23 de febrero de ese mismo año. Con ello, el rey Fernando VII le concedía «las dos plazas de maestro de Música», es decir, la que ya tenía de la Real Cámara y ahora la de la Capilla Real, además de la dirección del Real Colegio de Niños Cantorcicos, de la que también se responsabilizó.
Francesco Federici fallecería tres años después en Madrid, el 11 de febrero de 1830. Había dejado hecho su testamento en 1808, dejando todo a su hija, María Antonia Federici Trota.

Don Francesco Federici, Maestro de Música de la Real Capilla y Cámara de S.M.; natural de la Ciudad de Génova, hijo legítimo de Don Federico y de Doña María Catalina Federici; Viudo de Doña María Josefa Trota; mi feligrés, calle Leganitos nº_, recibió los Santos Sacramentos, otorgó testamento en doce de octubre de mil ochocientos ocho, ante el Enno. de S.M., Don Fernando Escobar Muñoz por el que ordena que su funeral numo de misas, su limosna, y distribución, lo dejaba a voluntad de sus testamentarios, que nombró, y hermano Políticos: Nombró por su única y universal heredera a Doña María Antonia Federici y Trota, su hija legítima. Últimamente declara que si se encontrase alguna memoria firmada de su puño, se tuviera por parte íntegra de su testamento; fallecido en once de Febrero de mil ochocientos treinta. Se enterró en uno de los nichos del cementerio, y lo firmé: Fray Fernando Peláez
Partida de defunción 

## Obra
Federici fue el último músico italiano de una larga tradición de músicos presentes en la Capilla Real de Madrid con las Casa de Borbón. Sirvió bajo tres reyes, Carlos IV, José Bonaparte y Fernando VII, por lo que su obra es testigo de las transformaciones en gustos y técnicas que hubo en España en esa etapa tan convulsa de la historia. Su obra puede dividirse en estas tres etapas: con Carlos IV compondría ópera y posteriormente evolucionaría a la música eclesiástica; con José Bonaparte, refugiado con los condes de Villariezo, realizaría obras de entretenimiento para sus patrones; con Fernando VII su obra se dedicó a satisfacer las necesidades de la corte, tanto profanas como religiosas, fue su época más fructífera.
La Enciclopedia Metódica Larousse lo menciona como compositor «de poco relieve», en contraste con su sucesor en el magisterio real, Francisco Andreví. Y parece que el mismo maestro se quejó de la poca difusión de su obra, ya que el rey prohibía a sus músicos componer e interpretar fuera de la corte. Sin embargo, su fama en Italia debió ser considerable, ya que 1819 solicitó al rey permiso para que se colgar un retrato suyo en la Galería Teatral del Real Conservatorio de Milán, junto a los de Rossini o Paer. Las óperas que había escrito en época de Carlos IV seguían interpretándose con éxito en «los primeros teatros de Europa». En cambio, el maestro no parece haber tenido mucho reconocimiento o estudio en época moderna. Ninguna de las grandes enciclopedias europeas y estadounidenses de música tiene entrada para este maestro, aunque si tiene mención en las obras españolas de Baltasar Saldoni, Higinio Anglés o el libro de Luis Carmena y Millán.
En su obra destacan óperas, arias, duetos y tríos, además de las composiciones religiosas que realizó como parte de sus obligaciones en la Capilla Real, para la que compuso  misas, réquiems, tedeums, cantatas y elegías. Entre las óperas destacan Zaira, Pigmalione, Teseo, Semiramide, Virginia y Alessandro in India. En su mayoría, sus composiciones se encuentran en Madrid, pero hay manuscritos suyos repartidos por todo el mundo, incluyendo la Biblioteca Británica y la del Congreso de EE. UU.